# ألبرت فريتز
ألبرت فريتز (بالألمانية: Albert Fritz)‏ (و. 1947 – 2019 م) هو دراج، ودراج على المضمار ألماني، توفي في زيورخ، عن عمر يناهز 72 عاماً.
توفى علا فراشه في عام الكورونا 

## روابط خارجية
- ألبرت فريتز على موقع أرشيف الدراجات (الإنجليزية)
- ألبرت فريتز على موقع إحصائيات الدراجات الإحترافية (الإنجليزية)
- ألبرت فريتز على موقع CycleBase (الإنجليزية)